# هاکان آلتون
هاکان رجب آلتون (زاده ۱۳ اوت ۱۹۷۲، استانبول ) یک خواننده ترک است.او فرزند مرال آلتون و بازیکن سابق فوتبال حسن آلتون با نام مستعار آراپ حسن و نوه حافظ زکی آلتون، اصالتا اهل سیرت است. او در سال 1993 از کنسرواتوار دولتی موسیقی ترکیه از دانشگاه فنی استانبول فارغ التحصیل شد.  او همچنین مدرک کارشناسی ارشد خود را در دانشگاه فنی استانبول به پایان رساند.